# Por amor (álbum)
Por Amor es el décimo álbum de estudio de la boy band puertorriqueña Menudo, lanzado en 1982 por la discográfica Padosa. La formación del grupo en este período incluía a los miembros: Ricky Meléndez, Johnny Lozada, Xavier Serbiá, Miguel Cancel y el nuevo integrante Charlie Massó, quien reemplazó a René Farrait.
Como forma de divulgación, el grupo realizó una gira que incluyó presentaciones en varios países latinos, como Colombia y México, donde cantaron canciones como "Quiero rock", "Dulces besos" y "Es por amor".

## Desempeño comercial
Comercialmente, se convirtió en un éxito. El 18 de septiembre de 1982, alcanzó la posición número 2 en la lista Puerto Rico Top LPs de la revista Billboard. En Venezuela alcanzó las 174 mil copias vendidas, lo que lo llevó a ser certificado como disco de oro en el país. En 1998, el álbum fue lanzado, junto con otros tres álbumes de Menudo (Quiero ser, Una aventura llamada Menudo y Fuego), en compact disc (CD). Según la revista Billboard, en la primera semana de ventas, los cuatro CDs juntos superaron las 10 mil unidades en Estados Unidos.

## Lista de canciones
| N.º | Título              | Escritor(es)                                  | Lead vocalist  | Duración |  |
| 1.  | «Quiero Rock»       | Alejandro Monroy, Julio Seijas, Claudio Villa | Miguel Cancel  |          |  |
| 2.  | «Lady»              | Monroy, Seijas, Villa                         | Johnny Lozada  |          |  |
| 3.  | «Y Yo No Bailo»     | Monroy, Seijas, Villa                         | Ricky Meléndez |          |  |
| 4.  | «Es Por Amor»       | Eddy Guerin, Seijas, Villa                    | Miguel Cancel  |          |  |
| 5.  | «Chispa De La Vida» | Monroy                                        | Charlie Massó  |          |  |
| 6.  | «Dulces Besos»      | Monroy, Seijas, Villa                         | Johnny Lozada  |          |  |
| 7.  | «Fórmula»           | Escolar                                       | Xavier Serbiá  |          |  |
| 8.  | «Cuándo Pasará»     | Luis Gómez Escolar, Seijas                    | Miguel Cancel  |          |  |
| 9.  | «Como Eres Tú»      | Monroy, Villa                                 | Group          |          |  |
| 10. | «Susana»            | Escolar                                       | Group          |          |  |

## Posicionamiento en listas

### Semanales
| Tabla musical (1982)                                     | Mejor posición |
| -------------------------------------------------------- | -------------- |
| Estados Unidos (Billboard Top Latin Albums - California) | 15             |
| Estados Unidos (Billboard Top Latin Albums - Nueva York) | 2              |
| Puerto Rico (Billboard Top Latin Albums)                 | 2              |

## Certificaciones y ventas
| Región    | Certificación | Ventas estimadas |
| --------- | ------------- | ---------------- |
| Venezuela | Oro           | 174.000          |